# Corythalia emertoni
Corythalia emertoni är en spindelart som beskrevs av Bryant 1940. Corythalia emertoni ingår i släktet Corythalia och familjen hoppspindlar. Inga underarter finns listade i Catalogue of Life.